# Jenin
Jenin – wieś w Polsce położona w województwie lubuskim, w powiecie gorzowskim, w gminie Bogdaniec. Według danych z 2012 r. liczyła 1592 mieszkańców. Od 1945 r. leży w granicach Polski.
W latach 1975–1998 miejscowość należała administracyjnie do województwa gorzowskiego.

## Położenie
Zgodnie z podziałem fizycznogeograficznym Polski według Kondrackiego teren, na którym położony jest Jenin należy do prowincji Niziny Środkowoeuropejskiej, podprowincji Pojezierza Południowobałtyckiego, makroregionu Pradolina Toruńsko-Eberswaldzka oraz w końcowej klasyfikacji do mezoregionu Kotlina Gorzowska.
Miejscowość położona jest 10 km na południowy zachód od Gorzowa Wielkopolskiego. Posiada układ ulicówki. Zajmuje powierzchnię 6,11 km².

## Demografia
Ludność w ostatnich 3 stuleciach:

## Historia
| Właściciel                                             | Lata                                                               |
| ------------------------------------------------------ | ------------------------------------------------------------------ |
| cystersi z Mironic                                     | 1300 – 1473 (cała wieś)                                            |
| von Winningen (lenna)                                  | 1337                                                               |
| von der Marwitz cystersi z Mironic domena w Mironicach | (1353) 1473 – 1674 (¼ wsi) 1473 – 1539 (¾ wsi) 1539 – 1674 (¾ wsi) |
| von der Marwitz                                        | 1674 – 1728 (cała wieś)                                            |
| domena w Mironicach                                    | 1728 – 1874 (wieś i majątek)                                       |

- X w. – prawdopodobne początki osadnictwa w Jeninie; osada mogła należeć w późniejszym okresie do kasztelanii santockiej
- 1250 – margrabiowie brandenburscy z dynastii Askańczyków rozpoczynają ekspansję na wschód od Odry; z zajmowanych kolejno obszarów powstaje następnie Nowa Marchia
- 20.07.1278 – pierwsza wzmianka pod nazwą Jenyn; przebywający w Gorzowie margrabiowie Otto V Długi i Albrecht III podarowali miastu czynsze z Winnej Góry i ogrodów na poprawę umocnień, a także potwierdzili nadanie przez ojca łęgów warciańskich między Łupowem (Loppowe) i Jeninem
- 22.05.1300 – margrabia Albrecht III, przebywając w Kłodawie, funduje filię klasztoru w Kołbaczu o nazwie Locus coeli (Miejsce Nieba, potem Himmelstedt, obecnie Mironice) i uposaża ją 15 wsiami, w tym Jeninem
- 1337 – wzmianka w księdze ziemskiej margrabiego brandenburskiego Ludwika Starszego pod nazwą Genyn (w ziemi gorzowskiej): Illi de Wedinghe habent Gralow, Dornow, Hogenwolde, tenevitz, Pirene et Genyn minus juste ut dicitur[12] – przedstawiciele rodu von Winningen posiadają lenna we wsiach Gralewo, Tarnów, Wysoka, Stanowice, Pyrzany i Jenin, jak twierdzili (czyli nie mogli się wykazać dokumentami)
- 11.12.1350 – Hasso von Wedel otrzymuje dochody w owsie w lesie wsi Racław i Jenin (merice villae Raczelstorp et Koningen) z tytułu swych obowiązków wójtowskich w Nowej Marchii[13]
- 16.07.1353 – margrabia Ludwik Rzymski nadaje Henningowi i Konradowi von Marwitz dochody z cła mostowego na dopływie rzeczki Clemente (kanał Kołomęt) w Jeninie (villa Geyneyn)
- 7.10.1355 – potwierdzenie nadania z 1300 r. cystersom z Kołbacza (filia Mironice), wystawione przez cesarza Karola IV
- 1473 – ¼ wsi znajduje się w rękach klasztoru w Mironicach, ¾ należny do Marwitzów
- 1538 – margrabia Jan kostrzyński oficjalnie wprowadza na terenie Nowej Marchii luteranizm jako religię obowiązującą
- 1539 – w wyniku sekularyzacji, margrabia Jan kostrzyński przejmuje majątek zakonny w Mironicach, tworząc zarząd domenalny; w skład domeny wchodzi m.in. ¼ Jenina
- 1618–1648 (wojna trzydziestoletnia) – Jenin zostaje złupiony i zniszczony, wieś pustoszeje
- 1674 – właścicielami całego Jenina zostają von Marwitzowie, drogą zamiany z elektorem brandenburskim wsi Racław
- 1725 – na gruntach Jenina zostaje założona kolonia Genninsch Warthebruch
- 1.06.1728 – Kurt Dietrich von der Marwitz sprzedaje Jenin królowi pruskiemu Fryderykowi Wilhelmowi I za 17 tysięcy talarów i odtąd wieś podlega urzędowi domeny w Mironicach; we wsi funkcjonuje folwark i cegielnia
- 1758 (wojna siedmioletnia) – żołnierze rosyjscy dokonują zniszczeń wsi, w tym kościoła i szkoły
- 1785 – z kolonii Genninsch Warthebruch wydzielono samodzielne gminy: Alt-Gennin (obecnie Jeninek), Ober-Gennin (obecnie Jeniniec) i Unter-Gennin (obecnie Podjenin)
- 1801 – Jenin liczy 337 mieszkańców i 38 domów; jest tu 10 gospodarstw rolniczych, 14 chałupników, 8 budników (chłopów z własnym domem i niewielkim kawałkiem własnościowej ziemi lub bez niej), 12 komorników (chłopów bezrolnych), kuźnia, karczma, 2 młyny wodne (Górny i Dolny); kościół jest filią parafii w Stanowicach; wieś należy do domeny Mironice
- 13.08.1807 (wojny napoleońskie) – pożar wywołany przez żołnierzy francuskich niszczy całą wieś (ocalało 7 domów poza zwarta zabudową) i XVII-wieczny kościół
- Po 1807 – odbudowa wsi; część pogorzelców (13 chałupników) odchodzi na bagna i tam buduje nowe gospodarstwa, tworząc kolonię pod nazwą Neu Gennin (Nowy Jenin)
- 1811-1812 – wzniesiono kościół, na koszt króla Prus
- 1814 – Neu Gennin (Nowy Jenin) otrzymuje status samodzielnej gminy
- 1852 – Jenin liczy 529 mieszkańców, Nowy Jenin 236, młyny Genninsche Mühlen – Górny (Ober-), Środkowy (Mittel-) i Dolny (Untermühle) – 74 mieszkańców[6]
- 1871 – wieś liczy 598 mieszkańców (Jenin 510, Genniner Mühlen 88), Nowy Jenin 304; w Jeninie znajdują się wówczas 2 majątki liczące 107 mieszkańców[7]
- 1874 – rozwiązanie domeny w Mironicach
- 1880 – otwarcie szkoły w Jeninie (usytuowanej na rogu obecnych ulic Gorzowskiej i Akacjowej)
- 1905 – otwarcie drugiej szkoły w Jeninie (przy obecnej ulicy Pocztowej)
- 1.06.1929 – w wyniku reformy administracyjnej Neu Gennin (Nowy Jenin) przestaje istnieć – zachodnia część zostaje przyłączona do Bogdańca, a wschodnia – do Jenina
- 1.02.1945 – zajęcie wsi przez Armię Czerwoną
- Maj 1945–3.09.1945 – pierwszym sołtysem Jenina jest Marcin Starczewski
- 29.06.1945 – poświęcenie kościoła jako rzymskokatolickiego
- 1945/1946 – napływ przesiedleńców z województw poznańskiego, lubelskiego i kaliskiego, następnie z Kresów Wschodnich; otwarcie szkoły w domu rodziny Kaniewskich
- 1949 – likwidacja szkoły, dzieci uczęszczają od tej pory do szkoły w Łupowie
- 1960 – założenie Kółka Rolniczego w Jeninie
- 1.09.1973 – otwarcie nowego budynku szkoły w Łupowie, na działce wsi Jenin
- 24.06.1987 – erygowanie parafii w Jeninie dekretem biskupa Józefa Michalika, wydzielonej z parafii w Bogdańcu; obejmuje ona miejscowości Jenin, Chwałowice, Lubczyno
- 1.09.1999 – siedzibę szkoły w Łupowie zmieniono na Jenin; utworzenie Zespołu Szkół (szkoła podstawowa i gimnazjum)
- 1.09.2006 – likwidacja gimnazjum, pozostaje szkoła podstawowa w Jeninie

## Nazwa
Jenyn 1278; Genyn 1300; Koningen 1350; Geyneyn 1353; Jennin 1482; Gennin 1822, 1944; Jenin Wielki 1945; Jenin 1947
Polska nazwa Jenin nawiązuje do historycznych form Jenyn, Gennyn, które stanowią niemieckie przejście słowiańskiej nazwy Janin, od imienia Jan z sufiksem –in.

## Administracja
Miejscowość jest siedzibą sołectwa Jenin.

## Architektura
- Kościół pw. św. Michała Archanioła – zbudowany w latach 1811-1812 w stylu klasycystycznym z elementami neoromańskimi, przez budowniczego Matthiasa według projektu von Pappritza (architekt berliński), z ośmioboczną wieżą o trzech kondygnacjach, zwieńczoną iglicą. Elewacje boczne zakomponowane zostały jako trzyosiowe flankowane służkami i zwieńczone profilowanym gzymsem. Korpus na rzucie prostokąta o wymiarach 19,4 × 11,4 m, zamyka wieloboczne prezbiterium. Nakryty jest dwuspadowym dachem. Wnętrze nakryte stropem z dekoracją fasetową. Na historyczne wyposażenie kościoła składają się: empora muzyczna, ławki z początku XX w., neogotycka chrzcielnica z 2 połowy XIX w. i fisharmonia firmy Hofberg z przełomu XIX/XX w. W 1864 r. urządzono wnętrze. W latach 1882, 1912 i 2000 dokonano remontów. W 1946 r. usunięto empory boczne. Wpisany jest do rejestru zabytków pod numerem KOK-I-635 z 18.12.1963 oraz 87 z 5.11.1976[16].
- Dworek – zachowany częściowo, obecnie dom nr 30
- Dwa cmentarze ewangelickie

## Edukacja i nauka
- Przedszkole gminne
- Szkoła podstawowa z oddziałem przedszkolnym.

## Religia
Miejscowość jest siedzibą parafii św. Michała Archanioła.

## Sport i rekreacja
- Uczniowski Klub Sportowy „Hermes”

## Gospodarka
Ludność zajmuje się głównie rolnictwem, dominuje uprawa zbóż, ziemniaków i buraków cukrowych, prowadzona jest hodowla drobiu.
W 2013 r. liczba zarejestrowanych podmiotów gospodarczych wyniosła 196, z czego 170 to osoby fizyczne prowadzące działalność gospodarczą oraz 26 osób prawnych lub jednostek niemających osobowości prawnej (w tym 10 spółek handlowych i 9 spółek cywilnych):
| Dział                                      | Ilość |
| ------------------------------------------ | ----- |
| rolnictwo, leśnictwo, łowiectwo i rybactwo | 8     |
| przemysł i budownictwo                     | 51    |
| pozostała działalność                      | 137   |